# Équilibre corrélé
En théorie des jeux, la notion d’équilibre corrélé est un concept de solution proposée pour la première fois en 1974 par le mathématicien Robert Aumann. Il généralise le concept d'équilibre de Nash. L'équilibre corrélé suppose l'existence d'un dispositif externe de corrélation, par exemple un "maître du jeu" auquel tous les joueurs font confiance. Celui-ci affecte leurs stratégies aux différents joueurs suivant une certaine loi de probabilité. Cette loi est un équilibre corrélé lorsque, quelles que soient les stratégies {\displaystyle \{s_{i}\}} attribuées aux joueurs, aucun joueur {\displaystyle i} n'aura intérêt à changer sa stratégie (connaissant {\displaystyle s_{i}} ainsi que la loi de probabilité suivie par le dispositif).

## Définition formelle
Considérons un jeu à {\displaystyle n} joueurs où chaque joueur {\displaystyle i} choisit sa stratégie dans un ensemble {\displaystyle S_{i}}. La valeur reçue par le joueur {\displaystyle i} est notée {\displaystyle \displaystyle v_{i}(s_{i},s_{-i})}, où {\displaystyle s_{i}\in S_{i}} désigne la stratégie du joueur {\displaystyle i} tandis que {\displaystyle s_{-i}\in \prod _{j\neq i}S_{j}} désigne les stratégies de tous les autres joueurs. Par exemple, sous forme vectorielle, pour {\displaystyle s=(1,2,3)}, {\displaystyle s_{2}=2} et {\displaystyle s_{-2}=(1,3)}. La notation {\displaystyle s=(s_{i},s_{-i})} permet de se référer facilement à la stratégie voisine {\displaystyle s'=(s'_{i},s_{-i})} où tous les joueurs conservent la même stratégie à l'exception du joueur {\displaystyle i} qui remplace sa strategie {\displaystyle s_{i}} par {\displaystyle s'_{i}}.
Soit une loi de probabilité {\displaystyle p} sur les vecteurs de stratégies {\displaystyle s\in \prod _{i}S_{i}} : {\displaystyle p(s)} désigne la probabilité du vecteur {\displaystyle s}, que l'on écrira de manière équivalente {\displaystyle \displaystyle p(s_{i},s_{-i})} lorsqu'on s'intéressera au joueur {\displaystyle i}. On dit que la loi de probabilité {\displaystyle p} est un équilibre corrélé lorsque, pour tout joueur {\displaystyle i} et toute stratégie {\displaystyle s_{i}\in S_{i}}, on a la relation :
{\displaystyle \forall s'_{i}\in S_{i},\quad \sum _{s_{-i}}p(s_{i},s_{-i})v_{i}(s_{i},s_{-i})\;\geq \;\sum _{s_{-i}}p(s_{i},s_{-i})v_{i}(s'_{i},s_{-i})}
En français, ceci se lit : « sachant que le joueur {\displaystyle i} s'est vu attribuer la stratégie {\displaystyle s_{i}}, il ne peut obtenir en moyenne de valeur perçue plus grande en optant pour une autre stratégie {\displaystyle \displaystyle s'_{i}}. »
La moyenne en question correspond à l'espérance de {\displaystyle v_{i}} sur les stratégies des autres joueurs, distribuées selon la loi {\displaystyle p} conditionnée par l'événement « le joueur {\displaystyle i} a reçu la stratégie {\displaystyle s_{i}} ». En d'autres termes, le raisonnement présente deux étapes : les joueurs reçoivent d'abord leurs stratégies, puis envisagent d'améliorer leurs valeurs moyennes en supposant que les autres ne changent pas de tactique. S'il n'y a d'amélioration possible pour aucun joueur, on a un équilibre corrélé.

## Exemple
Considérons le jeu de la poule mouillée représenté ci-contre : deux joueurs s'affrontent, chacun ayant le choix entre deux stratégies, oser (O) ou renoncer (R). Si l'un ose, l'autre a tout intérêt à renoncer, et symétriquement, si l'un renonce, l'autre a tout intérêt à oser. Ce jeu représente donc une situation où chacun souhaite oser, mais seulement si son adversaire est susceptible d'abandonner.
Il y a trois équilibres de Nash : deux équilibres purs, {\displaystyle (O,R)} et {\displaystyle (R,O)}, ainsi qu'un équilibre mixte où chaque joueur ose avec probabilité {\displaystyle 1/3}.
Supposons maintenant l'existence d'un arbitre choisissant uniformément un couple de stratégies parmi {\displaystyle (R,R)}, {\displaystyle (O,R)} et {\displaystyle (R,O)}. Une fois le couple choisi, l'arbitre informe chaque joueur de sa stratégie (mais pas de la stratégie de son adversaire). Deux situations se présentent alors :
- Imaginons qu'un joueur reçoive {\displaystyle O} : il sait alors que son adversaire a reçu {\displaystyle R} et n'a pas intérêt à revenir sur sa stratégie.
- Imaginons qu'un joueur reçoive {\displaystyle R} : dans ce cas, son adversaire jouera {\displaystyle O} avec probabilité {\displaystyle 1/2} et {\displaystyle R} sinon; la valeur moyenne perçue par le joueur s'il conserve la stratégie {\displaystyle R} est alors {\displaystyle 1/2\times 2+1/2\times 6=4}, tandis que s'il décide de jouer {\displaystyle O} plutôt cette moyenne ne sera que de {\displaystyle 1/2\times 0+1/2\times 7=3,5}.

En définitive, aucun joueur n'a intérêt à revenir sur la stratégie que lui suggère l'arbitre : il y a équilibre corrélé. On remarquera que la valeur moyenne perçue dans cet équilibre est alors {\displaystyle 1/3\times 7+1/3\times 2+1/3\times 6=5}, soit plus que celle obtenue avec l'équilibre de Nash mixte.

## Lien avec les équilibres de Nash
Lorsque {\displaystyle p} est la loi produit induite par {\displaystyle n} stratégies mixtes {\displaystyle \{p_{i}\}}, i.e. {\displaystyle p(s_{1},...,s_{n})=p_{1}(s_{1})p_{2}(s_{2})\cdots p_{n}(s_{n})}, un équilibre corrélé est exactement un équilibre de Nash. En effet, la relation d'équilibre devient alors (après division par {\displaystyle p_{i}(s_{i})})
{\displaystyle \forall s'_{i}\in S_{i},\quad \sum _{s_{-i}}p_{-i}(s_{-i})v_{i}(s_{i},s_{-i})\;\geq \;\sum _{s_{-i}}p_{-i}(s_{-i})v_{i}(s'_{i},s_{-i}).}
C'est-à-dire que le mouvement {\displaystyle s_{i}} est une réponse optimale aux stratégies (mixtes) des adversaires (les équilibres de Nash mixtes sont exactement les combinaisons convexes de réponses optimales).
Ainsi, un équilibre de Nash est un cas particulier d'équilibre corrélé où la loi est une loi produit (i.e. décorrélée).

## Extension
La notion a été étendue pour les jeux en forme normale extensive par Bernard von Stengel et François Forges en 2008.